# オップラン県

オップラン県
Oppland fylke

オップラン県（Oppland [ˈɔpˈlɑn] ( 音声ファイル)）は、ノルウェー南部の県。ヘードマルク県、ソール・トロンデラーグ県、ムーレ・オ・ロムスダール県、ソグン・オ・フィヨーラネ県、ブスケルー県、アーケシュフース県に接する。県庁所在地は、1994年に冬季オリンピックが開催されたリレハンメル。

## 地理
南東のミョーサ湖やRandsfjorden湖から北西の山岳地帯まで広がる。伝統的にグードブランスダール、Valdres、Toten、Hadeland、Landの地区に分かれる。ノルウェーでもっとも標高の高いグリッターティン山（2470m）とガルフピッゲン山（2469m）がある。Valdresやグードブランスダール（Gudbrandsdal）の渓谷は観光地として人気が高い。

## 歴史
ノース人の時代には、ノルウェー内陸部はUpplöndと呼ばれた。uppは「上」、löndは「国」の
複数形である。後期鉄器時代には小王国があった。
1757年にアーケシュフースの内陸部は分割されて、Oplandenes県となった。1781年にこの県は分割されてKristians県とHedemarkens県となった。Kristians県は1919年にオップラン（Opland）県と改名され、1950年にOpplandと綴りが変わった。

## 特色
ヴェストレ・スリドレ(Vestre Slidre)には11世紀に建てられたロマネスク建築の教会と、同時期に建てられた木造のスターヴ教会であるローメン・スターヴ教会が、オストレ・トーテン(Østre Toten)には11世紀のロマネスク教会が、そしてセール・アウダール (Sør-Aurdal)には13世紀後半に建てられたレインリ・スターヴ教会と、中世の教会が多く残されている。